# 桂飄香
桂飄香 (Kwai Piu Heung)是粵劇「金牌小武」桂名揚的妹妹，祖籍浙江寧波慈溪；劉美卿(原名：桂美寶)是廣州市的粵劇花旦；幼弟桂仲川在1957年10月26日(星期六)隨父親桂名揚移居廣州市，在那裡學習粵劇。桂飄香擅長唱「紅線女腔」。
- 桂飄香在1960年初曾領「雙鳳劇團」在粉嶺演出，獲得好評，被邀擔任「鳳和鳴劇團」的二幫花旦，與陳錦棠、黃千歲、鳳凰女及梁醒波於1960年9月1日(星期四)，在「東樂劇院」演出潘一帆編撰的粵劇《狂龍刁鳳喜和鳴》[5]。

## 桂飄香參予的電影
1. 粵語民初恐怖片《殭屍拜月》(1958年7月)；
2. 粵語武俠片《白髮魔女傳(下集)》(1959年4月)，飾演何綠華；
3. 粵劇電影《蘆花河會母》(1961年8月)，飾演如意；
4. 粵語文藝片《楊門女將告御狀》(1961年12月)，飾演楊九妹；
5. 粵語歌片《春花長好月長圓》(1962年2月)；
6. 粵劇電影《千里送皇姑》(1962年3月)，飾演歌女笑虹；
7. 粵語民初片《情淚染袈裟》(1962年6月)，飾演妓女；
8. 粵語喜劇《咖啡女郎》(1963年12月)，原著劇本；
9. 粵語喜劇《糊塗大偵探》(1965年6月)，原著劇本；

## 外部連結
- 香港電影資料館有關桂飄香參演電影的記錄[永久]